# Associazione Calcio Nuova Maceratese 1993-1994
Questa pagina raccoglie le informazioni riguardanti l'Associazione Calcio Nuova Maceratese nelle competizioni ufficiali della stagione 1993-1994.

## Rosa
| N. |                   | Ruolo | Calciatore        |
| -- | ----------------- | ----- | ----------------- |
|    | Italia (bandiera) |       | Bozzetti          |
|    | Italia (bandiera) | C     | Marco Cento       |
|    | Italia (bandiera) |       | Cerrino           |
|    | Italia (bandiera) | A     | Roberto Chiodi    |
|    | Italia (bandiera) | C     | Angelo Cioffi     |
|    | Italia (bandiera) | D     | Alessandro Cocchi |
|    | Italia (bandiera) | A     | Paolo Donati      |
|    | Italia (bandiera) | C     | Massimo Falconi   |
|    | Italia (bandiera) | C     | Augusto Gentilini |
|    | Italia (bandiera) | D     | Marco Grossi      |
|    | Italia (bandiera) | C     | Giovanni Livieri  |

| N. |                   | Ruolo | Calciatore             |
| -- | ----------------- | ----- | ---------------------- |
|    | Italia (bandiera) | D     | Giuliano Luchetti      |
|    | Italia (bandiera) | C     | Giampaolo Malaspina    |
|    | Italia (bandiera) | D     | Stefano Marcucci       |
|    | Italia (bandiera) | P     | Francesco Musarra      |
|    | Italia (bandiera) | D     | Riccardo Onorato (cap) |
|    | Italia (bandiera) | C     | Michele Palazzi        |
|    | Italia (bandiera) | A     | Claudio Pierantozzi    |
|    | Italia (bandiera) | D     | Fabrizio Re            |
|    | Italia (bandiera) | A     | Marco Romiti           |
|    | Italia (bandiera) | C     | Andrea Silenzi         |
|    | Italia (bandiera) | C     | Marco Travaglini       |

## Risultati

### Campionato

#### Girone di andata
| 12 settembre 1993 1ª giornata | Maceratese | 1 – 1 | L'Aquila |  |

| 19 settembre 1993 2ª giornata | Viareggio | 1 – 0 | Maceratese |  |

| 26 settembre 1993 3ª giornata | Maceratese | 0 – 0 | Vastese |  |

| 3 ottobre 1993 4ª giornata | Ponsacco | 1 – 1 | Maceratese |  |

| 10 ottobre 1993 5ª giornata | Maceratese | 0 – 0 | Rimini |  |

| 17 ottobre 1993 6ª giornata | Fano | 1 – 0 | Maceratese |  |

| 24 ottobre 1993 7ª giornata | Maceratese | 1 – 1 | Forlì |  |

| 7 novembre 1993 8ª giornata | Maceratese | 2 – 2 | Castel di Sangro |  |

| 14 novembre 1993 9ª giornata | Baracca Lugo | 3 – 2 | Maceratese |  |

| 21 novembre 1993 10ª giornata | Maceratese | 1 – 0 | Civitanovese |  |

| 28 novembre 1993 11ª giornata | Cecina | 0 – 0 | Maceratese |  |

| 5 dicembre 1993 12ª giornata | Maceratese | 1 – 0 | Montevarchi |  |

| 12 dicembre 1993 13ª giornata | Poggibonsi | 1 – 1 | Maceratese |  |

| 19 dicembre 1993 14ª giornata | Maceratese | 2 – 2 | Avezzano |  |

| 16 gennaio 1994 15ª giornata | Gualdo | 0 – 0 | Maceratese |  |

| 23 gennaio 1994 16ª giornata | Maceratese | 2 – 2 | Pontedera |  |

| 30 gennaio 1994 17ª giornata | Livorno | 4 – 2 | Maceratese |  |

#### Girone di ritorno
| 6 febbraio 1994 18ª giornata | L'Aquila | 1 – 1 | Maceratese |  |

| 14 febbraio 1994 19ª giornata | Maceratese | 4 – 0 | Viareggio |  |

| 20 febbraio 1994 20ª giornata | Vastese | 1 – 0 | Maceratese |  |

| 6 marzo 1994 21ª giornata | Maceratese | 1 – 0 | Ponsacco |  |

| 13 marzo 1994 22ª giornata | Rimini | 1 – 0 | Maceratese |  |

| 20 marzo 1994 23ª giornata | Maceratese | 0 – 1 | Fano |  |

| 27 marzo 1994 24ª giornata | Forlì | 2 – 0 | Maceratese |  |

| 10 aprile 1994 25ª giornata | Castel di Sangro | 1 – 0 | Maceratese |  |

| 17 aprile 1994 26ª giornata | Maceratese | 1 – 1 | Baracca Lugo |  |

| 24 aprile 1994 27ª giornata | Civitanovese | 0 – 0 | Maceratese |  |

| 1º maggio 1994 28ª giornata | Maceratese | 5 – 1 | Cecina |  |

| 15 maggio 1994 29ª giornata | Montevarchi | 0 – 0 | Maceratese |  |

| 22 maggio 1994 30ª giornata | Maceratese | 0 – 0 | Poggibonsi |  |

| 29 maggio 1994 31ª giornata | Avezzano | 0 – 0 | Maceratese |  |

| 5 giugno 1994 32ª giornata | Maceratese | 1 – 0 | Gualdo |  |

| 12 giugno 1994 33ª giornata | Pontedera | 2 – 1 | Maceratese |  |

| 19 giugno 1994 34ª giornata | Maceratese | 1 – 0 | Livorno |  |